# 산청 율곡사 괘불탱
산청 율곡사 괘불탱(山淸 栗谷寺 掛佛幀)은 대한민국 경상남도 산청군 율곡사에 있는 조선시대의 탱화이다. 2001년 8월 3일 대한민국의 보물 제1316호로 지정되었다.

## 개요
율곡사 괘불탱은 화면 가득 보살형의 인물만을 단독으로 그린 그림으로, 가로 475cm, 세로 827cm 의 크기이다.
이 보살형 인물은 머리에 화려하기 이를 데 없는 보관을 쓰고 있는데, 보관의 중앙에는 5구의 작은 화불이 모셔져 있다. 둥그스름한 얼굴에 치켜 뜬 듯한 눈썹과 긴 코, 작은 입, 적당히 큰 귀 등 이목구비가 매우 단정하며, 목에는 삼도가 뚜렷하다. 옷은 부처가 입는 법의 형태로 속옷의 끝단과 소매자락, 윗부분 등에 걸쳐 여러 형태의 꽃무늬가 화려하게 장식되어 있으며, 겉옷의 왼쪽 아래 끝자락을 황금색실을 이용하여 처리한 것이 특징이다.
두 손으로는 흰색과 붉은색의 꽃송이가 피어난 연꽃가지를 들고 있으며, 당당한 양 어깨 위로는 귀를 감싸고 흘러내린 머리칼이 길게 드리워져 있다. 넓은 가슴에는 큼직한 연꽃을 매단 가슴장식이 되어 있고 국화모양의 귀고리를 하고 있으며, 연꽃 받침을 딛고 서 있는 두 발은 매우 섬세하게 표현되었다.
그림 바탕의 좌우로는 8열로 대칭되게 모란꽃이 그려져 있는데, 녹색 잎사귀에 붉은색, 흰색, 분홍색, 회색, 주황색 등 다양한 꽃색을 하여 화면의 명랑한 분위기를 자아내면서 화려함을 더해주고 있다.
조선 숙종 10년(1684)에 그려진 이 그림은 화면 아랫쪽에 화기(畵記)가 마련되어 있어 이 그림을 그린 사람과 조선 영조 5년(1729) 중수된 기록까지 확실히 알 수 있다. 한 가지 흥미로운 점은 인물의 두 발 사이에 왕과 왕비와 세자의 안녕을 기원하는 글이 있는데, 이는 다른 괘불탱에서는 그 예를 찾아보기 힘들다.
전반적인 보존상태가 양호할 뿐만 아니라, 단정하고 세련된 필선과 우아하고 균형 잡힌 신체비례, 호화로우면서도 안정감 있고 조화로운 색채, 다양하고 섬세한 문양 표현 등이 매우 뛰어나 17세기 불화연구에 자료적 가치가 충분하다.

## 특징
이 괘불탱은 보살형의 인물 한 분만을 단독으로 그린 독존탱으로 겉에 백·청·황·육색의 테두리를 한 둥근 머리광배를 구비하였으며, 머리에는 중앙에 5불을 모신 보관(화관)을 쓰고 있다. 둥그스럼해진 얼굴에 치켜뜬 듯한 눈썹과 긴 코·작은 입·적당히 큰 귀 등 이목구비가 매우 단정하며, 목에는 삼도가 뚜렷하다. 그리고 화려하기 이를 데 없는 보관 중앙에는 길상좌에 합장하고 있는 부처를 중심으로 아래쪽에 세 분·위쪽에 두 분을 배치하여 모두 5불이 안치되어 있다.
화면 하단에 마련된 화기(畵記) "…화원 법림비구 숙련비구 자명비구(畵員 法琳比丘 淑連比丘 自明 比丘)…강희이십삼년갑자(康熙二十三年甲子)…"로 보아 이 괘불탱은 강희 23년인 1684년에 화원 법림과 숙련·자명이 조성하였음을 알 수 있다. 그리고 "…화원 명열비구 신영비구 최우비구(畵員 明悅比丘 信暎比丘 最祐比丘)…옹정칠년기유초하 중수 (雍正七年己酉初夏 重修)”라는 내용의 중수기(重修記)에 의하여 옹정(雍正) 7년인 1729년에는 화원 명열(明悅)·신영(信暎)·최우(最祐) 등이 중수했음 또한 파악된다.
전반적인 보존상태가 양호할 뿐만 아니라, 단정하고 세련된 필선과 우아하고 균형잡힌 신체비례, 호화로우면서도 안정감있고 조화로운 색채, 다양하고 섬세한 문양 표현 등이 매우 뛰어나 17세기 불화 연구에 있어 자료적 가치가 높은 것으로 평가된다.

## 같이 보기
- 율곡사

## 참고 자료
- 산청 율곡사 괘불탱 - 국가유산청 국가유산포털